# Agrilus exiguellus
Agrilus exiguellus es una especie de insecto del género Agrilus, familia Buprestidae, orden Coleoptera. Fue descrita científicamente por Fisher, 1928.
Se encuentra en el sur de Texas. Los adultos se encuentran en robles (Quercus, Fagaceae).